# 前置四驅

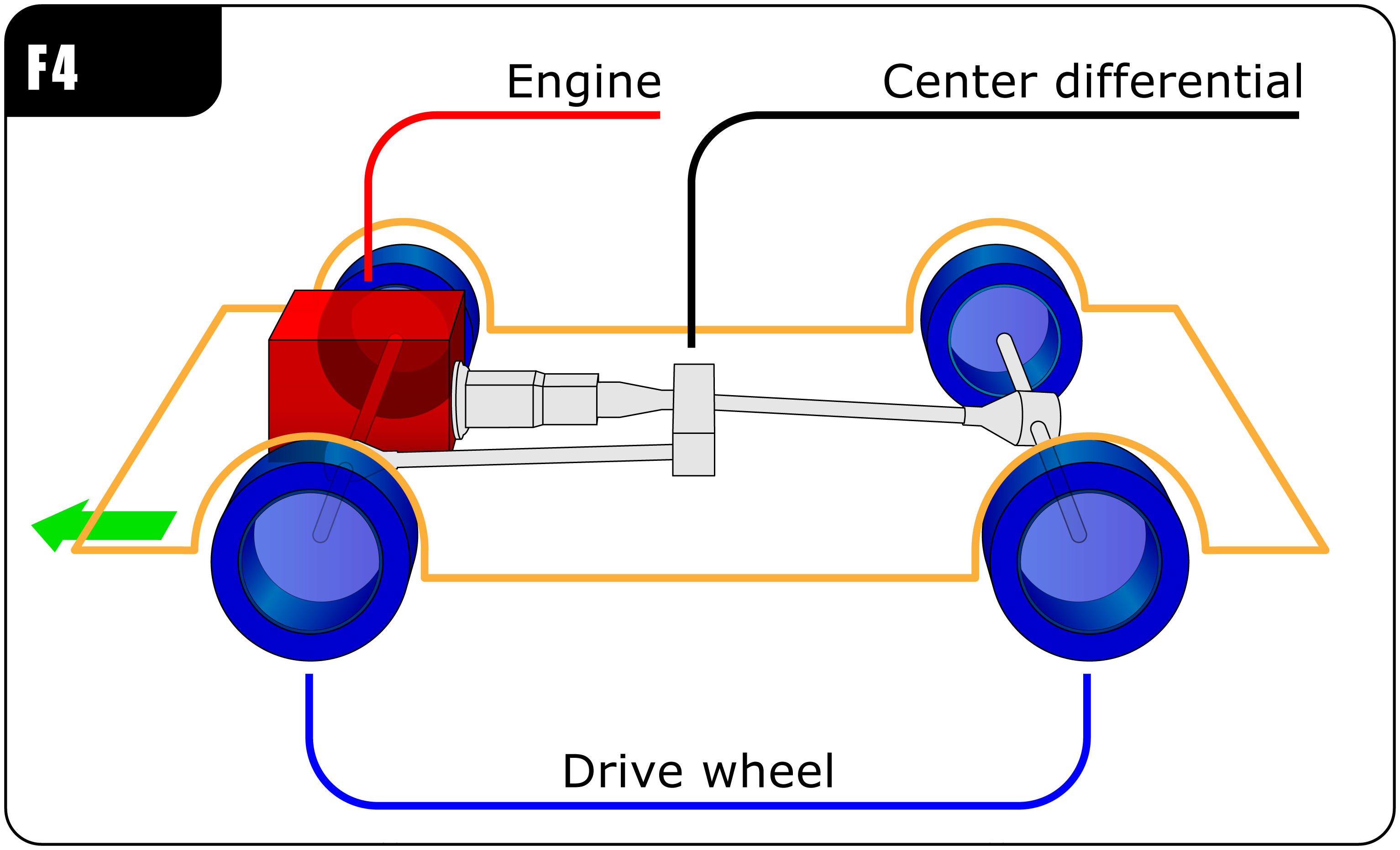
前置四驅

前置四驅（英語：Front-engine, Four-wheel drive layout，簡寫：F4）意指引擎位于车前轮轴之前，由四輪驅動整輛汽車的方式。由於四輪均有動力，相對於只靠前輪或後輪驅動的設計，前置四驅擁有較高的操控性能。
和前置四驱意思接近的是前置前驱、前置后驱、中置后驱、中置四驱。前置四驱可以是适时四驱、分时四驱、全时四驱，只要发动机前置的四驱系统都可以称为前置四驱。
這種佈局普遍使用於拉力賽及越野車之中。較為知名的前置四驅系統包括於1980年代在拉力賽中打出名堂的奧迪Quattro和越野路華的運動型多用途車。